# Euselasia athena
Euselasia athena is een vlindersoort uit de familie van de prachtvlinders (Riodinidae), onderfamilie Euselasiinae.
Euselasia athena werd in 1869 beschreven door Hewitson.